# Shenyang JJ-1
Shenyang JJ-1, còn được gọi là Hong Zhuan-503 hoặc Red Special, là một loại máy bay huấn luyện phản lực được phát triển tại Trung Quốc trong thập niên 1950. Đây là mẫu máy bay phản lực đầu tiên được thiết kế ở Trung Quốc, nhà thiết kế chính là Xu Shunshou (徐舜寿). Có 2 nguyên mẫu JJ-1 đã bay thử, nhưng sau đó quá trình phát triển bị hủy bỏ.

## Thiết kế và phát triển
Do khác biệt về ý thức hệ, Liên Xô đã cắt đứt quan hệ với Trung Quốc vào cuối thập niên 1950, điều này gây cản trở cho Trung Quốc trong việc tiếp cận công nghệ hiện đại của Liên Xô, đặc biệt là về máy bay và các mặt hàng liên quan đến hàng không. Để đảm bảo cho Không quân Quân Giải phóng Nhân dân (PLAAF) có thể tái trang bị và được huấn luyện lái máy bay chiến đấu phản lực, Tập đoàn Máy bay Thẩm Dương (Shenyang Aircraft Corporation) đã thiết kế và chế tạo một máy bay huấn luyện phản lực nguyên mẫu theo yêu cầu của PLAAF.
Xu Shunshou là giám đốc thiết kế, Huang Zhiqian (黄志千) và Ye Zhengda (叶正大) là phó thiết kế. Xu lãnh đạo một nhóm thiết kế có 108 người, với độ tuổi trung bình chỉ khoảng 22 tuổi. Hầu hết các thành viên trong nhóm đều mới tốt nghiệp đại học, chỉ có 3 người gồm Xu, Huang và Lu Xiaopeng (陆孝彭) là có kinh nghiệm thiết kế máy bay.
Để đáp ứng yêu cầu của PLAAF, các kỹ sư tại Thẩm Dương (Shenyang) thiết kế JJ-1 có cánh thẳng, thiết bị hạ cánh có 3 bánh xe bố trí hình tam giác với 1 bánh trước và 2 bánh sau, buồng lái 2 phi công, một người ngồi đằng trước và một người ngồi ở phía sau, mái che bằng kính trên buồng lái phía trước có bản lề để mở sang một bên, mái che bằng kính trên buồng lái phía sau thì mở trượt về phía sau (thiết kế này rất giống Shenyang JJ-5), cửa hút không khí nằm ở hai bên buồng lái phía trước.
JJ-1 trang bị động cơ tuốc bin phản lực luồng máy nén ly tâm SADO PF-1A lắp ở giữa thân máy bay, xả khí thải qua một ống phản lực kéo dài đến đuôi máy bay. PF-1A là sản phẩm của Văn phòng Phát triển Máy bay Thẩm Dương, động cơ này được Trung Quốc sao chép từ động cơ Klimov RD-500. Vũ khí trang bị của JJ-1 chỉ có một pháo tự động cỡ nòng 23 mm (0,91 in).
JJ-1 không được đưa vào sản xuất bởi vì người ta thấy rằng các phi công có thể chuyển từ máy bay chiến đấu cánh quạt sang máy bay chiến đấu phản lực cơ bản chỉ gặp một vài vấn đề không quá lớn. Tuy nhiên, với tư cách là máy bay phản lực đầu tiên được thiết kế ở Trung Quốc, JJ-1 đánh dấu một kỷ nguyên mới trong ngành sản xuất máy bay của nước này.

## Lịch sử hoạt động
Các cuộc thử nghiệm đã được thực hiện trên 2 nguyên mẫu và khung thân máy bay thử nghiệm tĩnh trước khi dự án phát triển bị hủy bỏ.

## Thông số kỹ thuật (JJ-1)
Dữ liệu lấy từ International Resin Modellers, Chinese Aircraft: China's aviation industry since 1951

### Đặc điểm tổng quát
- Kíp lái: 2 người
- Chiều dài: 10,56 m (34 ft 8 in)
- Sải cánh: 11,43 m (37 ft 6 in)
- Chiều cao: 3,94 m (12 ft 11 in)
- Trọng lượng cất cánh tối đa: 4.602 kg (10.146 lb)
- Động cơ: 1 × động cơ tuốc bin phản lực luồng máy nén ly tâm SADO PF-1A

### Hiệu suất bay
- Vận tốc tối đa: 840 km/h (520 dặm/giờ, 450 hải lý) ở độ cao 8.000 m (26.000 ft)
- Tầm bay: 1.328 km (825 dặm, 717 hải lý)

### Trang bị vũ khí
- Pháo: 1 × pháo tự động 23 mm (0,91 in)